# Sijsele

Sijsele é uma vila e deelgemeente do município belga de Damme na província de Flandres Ocidental. Foi município autónomo até ao final de 1976, sendo fundido com o de Damme a 1 de Janeiro de 1977. Em 1 de Janeiro de 2004, tinha 5.422 habitantes e tinha uma área de 16,89 km².